# Massachusetts (sång av Arlo Guthrie)
"Massachusetts" är en sång med text och musik av Arlo Guthrie. Den utsågs till officiell delstatssång i Massachusetts i juli 1981.